# 後援投手

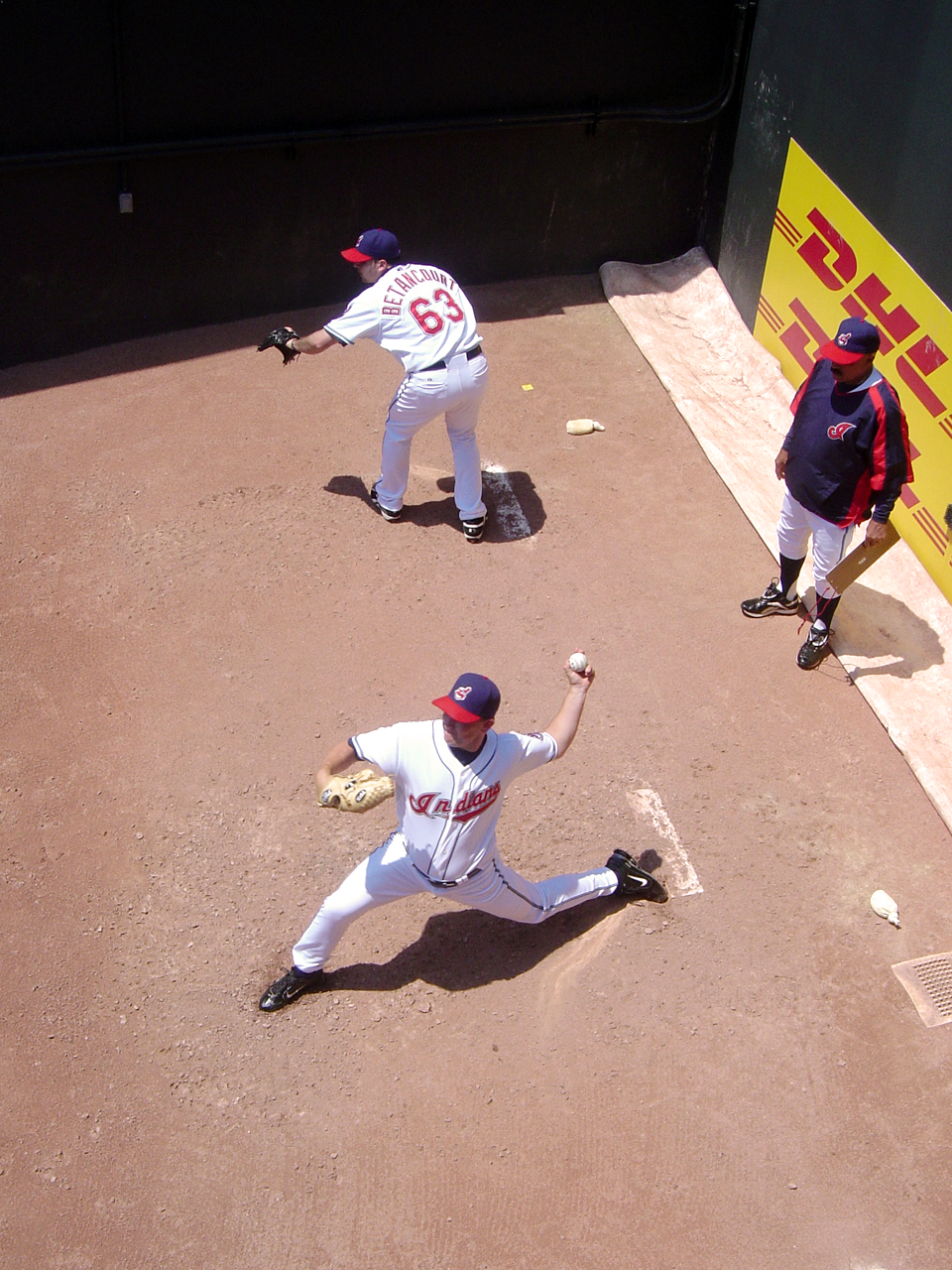
隨著比賽的進行，後援投手在牛棚暖身，準備上場

後援投手，指的是在棒球、壘球運動中，接替先發投手的繼任投手，並大致分為佈局投手、中繼投手、終結者、一人左投、長中繼、敗戰處理等。
值得一提的是，若比賽出現下列兩種情形，則可能看到野手或捕手登板投球吃完剩餘比賽局數：
- 比賽分差過於懸殊，勝敗幾乎底定。
- 隊伍在一場比賽中已把所有能夠調度的投手全數用完。